# La Isla (Emiliano Zapata)
La localidad de La Isla, Emiliano Zapata está situado en el Municipio de Emiliano Zapata (en el Estado de Tabasco). 

## Población
Tiene 264 habitantes. 

## Altitud
La Isla, Emiliano Zapata está a 10 m s. n. m.

## Distancia
Su distancia de la cabecera municipal es de 5 km.

## Colegios y Escuelas
JOSE MARIA PINO SUAREZ 
PREESCOLAR COMUNITARIO 